# Islandshäst
Islandshästen är en tålig hästras som härstammar från Island. Kännetecknande för rasen är att det är en ganska robust häst som tål väder och vind, speciellt då hästarna på vissa gårdar hålls i ett halvvilt tillstånd i stora flockar som själva får leta föda och skydda sig mot dåligt väder. Detta är särskilt vanligt på Island. Islandshästarna är kända för sina extra gångarter tölt och passgång. Även om islandshästen sällan växer över tillåten gräns för ponny (148 cm), så kallas rasen ändå för häst.
På Island betraktas islandshästen med kärlek och vördnad då hästarna funnits på ön i över 1 200 år. En islandshäst som lämnat Island tillåts aldrig att återvända, eftersom rädslan är stor att de blandats med andra raser, och att det finns en risk att de kan bära på sjukdomar. Hästarna på Island är sällan vaccinerade eftersom de är isolerade från sjukdomar som är vanliga i övriga länder. Därför är islandshästen en av de mest renrasiga hästarna i världen och de har varit fria från inblandning av andra hästraser i över 800 år. Islandshästen är idag den tredje populäraste hästrasen i Sverige. Det hästen används mest till i Sverige är fritidsridning, turridning och tävlingar.

## Historia
Mellan år 870 och 935 e.Kr. koloniserades Island av resande från bland annat Norge, varifrån kolonisatörerna hade med sig hästar. De två första nybyggarna som flyttade till Island var de norska hövdingarna Ingolfur Arnarson och Leifur (eller Hjörleif) Hrodmarsson som flyttade till ön någon gång mellan år 871 och 874. Med sig hade de sina djur, bland annat nötboskap och de hästar som idag anses vara Islandshästens stamfäder. Även människor från övriga Skandinavien, norra Storbritannien och Irland flyttade till Island. Hästar från dessa länder utgjorde grunden för islandshästen. Troligen var många av dessa ponnyer nordeuropeiska vildhästar, kanske Tarpaner eller ättlingar till dessa. De keltiska hästarna som ligger i grunden för många av de brittiska ponnyraserna bör även ligga i grunden för islandshästen. Nybyggarna släppte ofta sina hästar lösa så de fick vandra och beta fritt. På det viset beblandade sig dessa hästar mycket snabbt för att så småningom utvecklas till islandshästen.
Dokument från Island har visat att vikingarna uppskattade islandshästen, mycket på grund av dess ridbarhet. Dokumenten visar även att man lade stor vikt vid avelsarbetet redan under 1000-talet. Men för cirka 900 år sedan gjordes ett försök att förädla islandshästarna med orientaliskt blod (från andra hästraser), vilket resulterade i en katastrof med långvarig degenerering (försämring) i häststammarna. Därför förbjöd Alltinget, världens äldsta parlament tillsammans med Jamtamot, import av islandshästar som avlats eller sålts utomlands. Detta har inneburit att islandshästen blivit en av världens äldsta renrasiga hästar, som varit helt ren från annat blod under mer än 800 år. Än idag är det strikt förbjudet för exporterade islandshästar att återvända till Island.
Islandshästarna var ofta de enda tillgängliga transportmedlen på ön och nybyggarna på Island vördade hästarna som gudar och de ansågs vara symboler för fruktsamhet. Vid bloten offrade man alltid en vit häst och folksagor från Island innehåller för det mesta hästar. Mellan år 930 och 1262 skrevs många berättelser om blodiga strider mellan isländska hingstar. Striderna var ett sätt att avelsvärdera hingstarna och sågs också som skådespel.
Under åren har fyra olika typer av islandshästar avlats fram, även om det inte är större skillnad på hästarna. En typ avlades främst för jordbruk och körning och var mest avvikande från ridtyperna med lite större massa. Hjordar föddes även upp enbart för köttproduktion då det kalla klimatet gjorde att bönderna inte kunde hålla sig med nötboskap. Den mest kända typen av islandshäst kallades Flaxofoi och föddes upp i de sydvästra delarna av ön. Hästen påminner mycket om den engelska Exmoorponnyn.
Det mest kända området för uppfödning av islandshästarna var Skagafjördur som var först med att bedriva selektiv avel av rasen, med start år 1879 och man lade mycket fokus på de olika gångarterna då dessa var mycket mer bekväma att rida i. Vägnätet skulle inte bli ordentligt utvecklat förrän efter andra världskriget, så långt in på 1900-talet var islandshästen fortfarande det främsta sättet att ta sig fram i den mycket varierande och tuffa terrängen på Island. Detta krävde att hästarna skulle vara bekväma att rida.
Intresset för islandshästen exploderade under 1960-talet i övriga Europa även om hästarna importerats från Island tidigare än så. De första islandshästarna i Sverige importerades redan under slutet av 1800-talet men det var först under 1960-talet som man importerade islandshästar i större skala. Under den här tiden var det dock inte så många som visste hur de extra gångarterna skulle ridas och många islandshästar var fortfarande tämligen vilda och oregerliga. Svenska Islandshästföreningen startades år 1975 och har cirka 6000 medlemmar.
Islandshästen är mycket populär både till nöjesridning och till speciella gångartstävlingar och framförallt turridning. I Sverige är islandshästen den tredje vanligaste hästrasen med närmare 30 000 hästar och Island är fortfarande en mycket stor hästnation med cirka 100 000 islandshästar på enbart 300 000 invånare. Varje år exporteras cirka 4000 hästar från Island, varav cirka 500 av dessa till Sverige. Uppfödarna på Island håller fortfarande sina hästar i stora lösgående flockar som kan bestå av upp emot 300 djur.

## Egenskaper

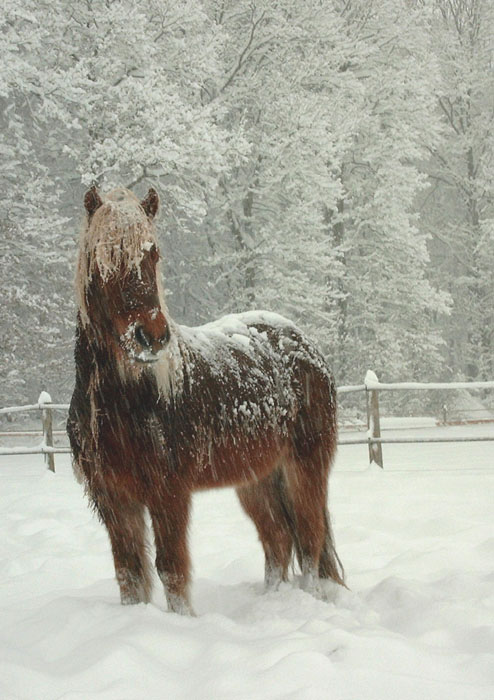
Islandshästen vintertid

En vanlig fördom om islandshästen är att den har ett lugnt temperament och därmed lämpar sig väl för nybörjaren. Detta är dock en felaktig bild, då temperamentet varierar otroligt mycket mellan individer. Generellt sett tränas islandshästen för att ha mycket framåtanda och vara känslig för ryttarens hjälper. Även om islandshästarna är små, är de tillräckligt starka för att bära kraftiga, vuxna män.
När en islandshäst lämnat Island får den inte komma tillbaka igen, på grund av smittrisken och viljan att hålla rasen ren. De människor som seglade till Island kunde bara föra med sig ett fåtal djur och det vore ju märkligt om de inte förde med sig de bästa djuren de kunde få tag i. Det är mycket troligt att hästarna som fördes till Island var utmärkta rid- och arbetshästar. Hästar togs till Island under ungefär 70 år, men år 930 förbjöds importen av hästar till Island. Detta har medfört att islandshästen är den mest renrasiga hästen i världen.
Det finns i Sverige många ridskolor och turridningsstall som har bara islandshästar. Det är lite speciellt att rida islandshäst, jämfört med andra raser eller korsningar. Islandshästar är oftast trygga och litar på ryttaren om den är en bra ledare. Om man inte är en bra ledare för hästen så kan den bli stressad och svår att handskas med, på samma sätt som alla andra hästraser.
Importerade islandshästar löper risk att utveckla eksem som en reaktion på, tror man, svidknott. Det finns många olika synvinklar på vad eksemet kommer ifrån. Eksemet framträder i de flesta fall sommartid. Heltäckande täcken används för att skydda hästen. En god vana är att alltid skydda en nyimporterad häst så att den får chans att vänja sitt immunsystem.
Islandshästen har rikligt med man och svans, och har ofta tjock vinterpäls. Mankhöjden är i genomsnitt 136 centimeter, men det finns hästar allt från 120 till 160 centimeter.  Allt fler ryttare och avlare vill ha större ridhästar, och därför avlar många på större individer. 
I Sverige ligger islandshästen på tredje plats på listan över mest populära hästraser. Nuförtiden används islandshästen mest till turridning, fritidsridning och gångartstävlingar, även om man på Island även använder den som arbetshäst, för att driva får från hästryggen.

## Gångarter

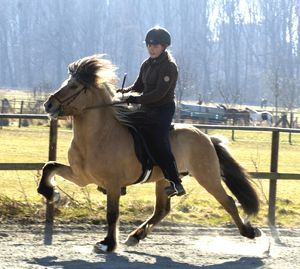
Islandshästen är känd för sina extra gångarter, här ses tölt

Islandshästen har antingen fyra eller fem gångarter: galopp, skritt, trav, tölt och för vissa även flygande pass. Inte alla islandshästar har tillräckligt med pass för att den ska vara värd att träna fram. Man kategoriserar islandshästen i fyrgångare (skritt, trav, galopp och tölt) och femgångare (+ flygande pass). Det finns även några få tregångare som inte har någon naturlig tölt. Oftast kan man ändå träna fram tölten, om än inte med lika goda resultat som hos en naturlig töltare.
I gångartstävlingar vill man att hästen ska ha god takt, tempo enligt angivelser, god aktion och bra samling samt form. Att se en väl utbildad islandshäst i ökad tölt på tävlingsbanan kan vara en imponerande upplevelse även för mindre insatta personer. Passlöp är en fartfylld gren som är spännande både för ekipage och för publik, men rids med samma fina precision som de andra grenarna. Den första kapplöpningen med islandshäst anordnades redan 1874.
Det finns flera speciella sadlar som är lämpade för islandshästens exteriör. Dessutom finns ett särskilt träns, som består av en enkel nackrem och en lös så kallad hannoveransk nosgrimma. Ibland används dock även annan utrustning. En riktig islandshästsadel bör läggas litet längre bak än normalt, så att bogbladen har möjlighet att röra sig fritt. 
På Island heter gångarterna fet (skritt), brokk (trav), stökk (galopp), skeið (passgång) och tölt. Passgång är en mycket snabb gångart (de snabbaste hästarna kan nå en hastighet på cirka 50km/h) och tölten är ofta mycket flytande då hästen alltid har en hov i marken.

## Färger
Det isländska språket har inte mindre än 15 grundord för islandshästarnas färger och färgkombinationer. Islänningarna sätter en stor ära i att kunna ha ett stort utbud av färger på sina hästar. Alla färger och färgkombinationer är tillåtna, med undantag för tigrerad, även ovanliga färger som svart med vit man och svans eller olika färgkombinationer som inte finns hos andra raser. Uppfödarna på Island brukar inte lägga någon vikt vid färgen, men på vissa gårdar specialiserar man aveln på vissa färger. Till exempel vid stuteriet Kirkjubae på söderlandet, som avlar hästar med en väldigt distinkt fuxfärg med nästan vit man och svans. 
Omkring 20 procent är fuxar, ofta med stjärn eller bläs. Cirka 40 procent är svartbruna eller svartbruna med lite rött i sig och 10 procent skimlar. Övriga färger inkluderar blackar (hästar med tydlig ål från manens slut till svansen, mörka ben och mörkt i ansiktet), skäck (fläckig), isabell (gul) och skimmel (vit). Islandshästen har flera färggener som genom att "bleka" övriga anlag framför en annan nyans. Ett exempel är silvergenen som ger hästar den så kallade silverfärgen (vindòtt), där hästarnas man och svans bleks till silver medan kroppens grundfärg är mörkare, oftast rödbrun, svartbrun eller helt svart. Det finns många olika färgvariationer av alla dessa färger, exempelvis rödfux, gråskimmel, röd- och musblack med flera. En del hästar är konstantskimlar; de hästarna skiftar färg med årstiderna. De är bruna eller fuxar men efter att de tappat vinterpälsen blir de mörkare. Det finns en färg som heter musblack; då har hästen grå hårrem och svart man och svans.

## Tävling
Tävling med islandshästar handlar oftast inte om att vara snabbast utan är en bedömningssport där domare bedömer gångarternas renhet och hästens lydighet och följsamhet.
På tävlingsbanan rider man flera ekipage på banan samtidigt med varsin färgbindel antingen runt stöveln, hjälmen eller armen. Man rider på en ovalbana och varje domarbås ligger parallellt bredvid varandra på ridbanan i mitten. Man visar upp de olika momenten på speakerns kommando. Efter varje moment får varje ekipage poäng av varje domare.
Hastighetstävlingar i gångarten flygande pass görs på olika långa sträckor på rak bana. De hästar som är specialister kan komma upp till 50 km/tim.